# Фальсес, Диего Антонио Фелисио де Крой
Диего Антонио Фелисио де Крой (исп. Diego Antonio Felicio de Croÿ; 4 февраля 1618, Мадрид — 8 сентября 1682, Марсилья), 6-й маркиз де Фальсес и 7-й граф де Сантистебан де Лерин — испанский государственный, военный деятель и дипломат.

## Биография
Единственный сын Жака де Кроя и Аны Марии Каррильо де Перальта, маркизов де Фальсес.
Сеньор городов Перальта, Фальсес, Марсилья, Андосилья, Асагра, Фунес, Вильянуэва и Ампоста, которые унаследовал после смерти матери в декабре 1640. Наследственный старший майордом Королевского дома Наварры, 10-й маршал Наварры. В 1624 году был принят в орден Сантьяго, где стал командором Мохернандо (1642) и Тресе (1661). Дворянин Палаты короля при Филиппе IV и Карле II, капитан Благородной королевской гвардии.
Капитан коного полка, позднее был командиром пехотного полка в армии Эстремадуры и третьего терсио, генерал и губернатор эскадры Сантьяго, причисленной к флоту Моря-Океана, генерал и губернатор в зоне Гибралтарского пролива.
Принимал участие в войнах в Нидерландах, Португалии и Каталонии, в ходе которых, среди прочего, участвовал в освобождении Фуэнтеррабии, а также в осаде и взятии Барселоны.
Будучи послом в Лондоне, в 1676 году, по словам герцога Мауры, он был редактором манифеста, который 15 декабря того года двадцать четыре испанских гранда направили королеве-регенту и Карлу II с требованием увольнения Валенсуэлы и призвания ко двору Хуана Хосе Австрийского.
Вскоре после начала самостоятельного правления короля, 4 апреля 1677, Крой был назначен губернатором и генерал-капитаном Галисии, но уже в сентябре покинул провинцию, куда в августе 1677 был назначен герцог Верагуа, и ему было поручено посольство при императорском дворе. В Вену он прибыл только в апреле 1678 года. В июне следующего года ему было разрешено вернуться в Испанию, но маркиз оставался в Вене до марта 1681 года.

## Семья
Жена (1636): Мария Уртадо де Мендоса, 8-я графиня де Тендилья, дочь Иньиго де Мендосы, маркиза де Мондехар, и Аны Кабрера де Варгас. 1656 году стала 7-й маркизой де Мондехар и де Вальермосо, и к её мужу перешли должности смотрителя Альгамбры и крепостей Гранады. Брак бездетный